# Cyril Horáček mladší
Cyril Horáček mladší (20. ledna 1896, Praha – 12. října 1990) byl český právník, statistik a vysokoškolský pedagog. Jeho otcem byl významný český právník, národohospodář a politik Cyril Horáček starší. Jeho dcerou byla geografka a indoložka Cyrila Horáčková-Marková.

## Život a dílo
V letech 1915–1920 vystudoval Právnickou fakultu Univerzity Karlovy. Po jejím absolvování pracoval na ministerstvu obchodu. Roku 1922 se habilitoval v oboru statistiky, o dva roky později pak v oboru ústavního práva. Roku 1928 se stal mimořádným profesorem, o deset let později byl jmenován řádným profesorem. Za první republiky byl členem Státní rady statistické. Po obnovení výuky na vysokých školách po druhé světové válce obsadil jednu ze tří profesorských stolic v oboru ústavního práva na Právnické fakultě Univerzity Karlovy a pro akademický rok 1947/48 byl zvolen jejím děkanem. Následující akademický rok zastával funkci proděkana. Na právnické fakultě vyučoval do roku 1950. V penzi se věnoval uspořádání pozůstalosti po svém otci, jehož zápisky a vzpomínky předal Národnímu archivu v 60. letech.